# Castello Jocteau
Das Castello Jocteau, auch Castello Duca degli Abruzzi oder Castello Generale Cantore, ist eine der drei Burgen im Aostatal, die im 20. Jahrhundert erbaut wurden: Die anderen beiden sind das Castel Savoia in Gressoney und das Castello di Baron Gamba in Châtillon. Die Burg gehört der militärischen Liegenschaftsverwaltung und ist nicht öffentlich zugänglich. Dort sind das Kommando des Ausbildungszentrums der italienischen Gebirgstruppen (Alpini) und ein kleines Museum des Alpinismus untergebracht.

## Gelände
Die Burg befindet sich in 654 m Höhe auf dem Beauregard Hügel im Nordosten von Aosta und gewährt den Panoramablick auf die Gipfel des Monte Emilius und des Pic de Nona. Die Burg liegt auf einem gegenüber der Stadt Aosta erhöhten Standort und ist etwa 100 Meter von alten Gletscherbett entfernt, seit Jahrtausenden die Gletscherschwelle zwischen den Tälern des Großen St. Bernhard und des Flusses Buthier. Die Hügel um die Burg erreichen keine 900 Meter Höhe und sind mit Weinbergen bedeckt. Am Nordrand des militärischen Geländes, auf einer Wiese auf einem abgerundeten Relief sind Spuren eines Hügelgrabes aus der Eisenzeit erhalten, das vermutlich einem Anführer der Salasser gehörte.

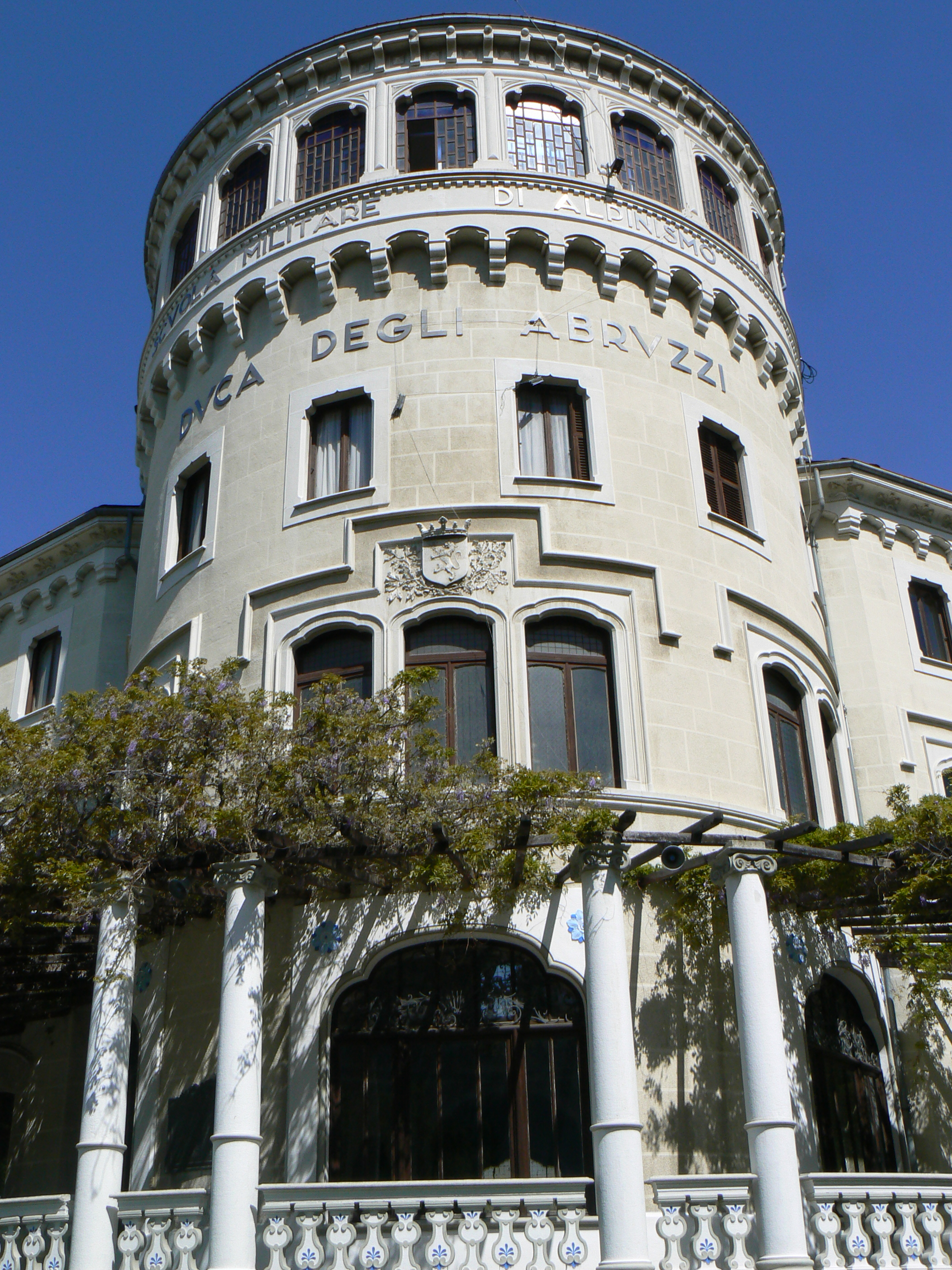
Eingangsfassade

Die Burg liegt in der Via Scuola Militare Alpina 17 (it.) / 17, rue de l'École militaire alpine (frz.), der Fortsetzung der der Via Duca degli Abruzzi (it.) / Rue Duc des Abruzzes (frz.), und ist von der Straße aus zu erreichen, die von Aosta über die Buthier-Brücke in der Nähe des Augustusbogens zum Krankenhaus von Beauregard führt. Wenn man auf derselben Straße entlang des Hügels weiterfährt, erreicht man in wenigen Minuten den Eingang zum Park.

## Beschreibung
Die Burg hat in einem Jahrhundert ihrer Existenz keine wesentlichen architektonischen Umbauten erfahren. Das hell gefärbte Gebäude ist auch vom Envers (dt.: orografisch rechte Seite des Aostatals) aus zu sehen baute Anfang des 20. Jahrhunderts der Bauingenieur Ottavio Invrea aus Turin, dem Koordinator der Arbeiten, die von der Bianchi in Aosta nach Plänen des Architekten Carlo Ceppi ausgeführt wurden. Die Linie der Türme sieht man auch beim Schloss Savoyen, das nur zwei Jahre vorher errichtet worden war und vermutlich den Architekten inspirierte: Der Baustil des gesamten Gebäudes ist eklektisch und elegant und hat eine massige Struktur, die durch den Wechsel von Rundtürmen und solchen mit quadratischem Grundriss geschaffen wird.
Im Nordwestflügel des Gebäudes findet sich eine Kapelle in neugotischem Stil mit rechteckigem Grundriss und Kreuzgewölben. An der Fassade sieht man eine mit Fresken verzierte Vorhalle und ihr Glockenturm hat zwei Glocken und Doppelfenster. Den Eingang vermittelt eine Eisentüre mit einem Halbrelief, einem Geschenk von Rivetti, das einen Priester und zwei Soldaten darstellt. Die Kapelle öffnet sich nach rechts zu einer kleinen Kapelle und der Sakristei hin. Die Burg hat auch ein eigenes Aquädukt.

### Innenräume
In der Burg gibt es etliche Säle, Salons und unterirdische Zimmer, die mit dem Baronswappen der Jocteaus und verschiedenen floralen Stuckarbeiten im Jugendstil, der zur Zeit des Baus modern war, dekoriert sind. Erwähnenswert ist der Ehrensalon mit ovalem Grundriss, genannt „La Rotonda“, dem aufgereiht der „Blaue Saal“, das Büro des Generalkommandanten, der Versammlungssaal und die Bibliothek gegenüberliegen. Der Salon hat eine enge Loggia, in der zur Erinnerung an den „Nucleo pattuglie veloci sci-alpine“ (dt.: Kern der schnellen Alpinski-Patrouillen) die Preise der Schule ausgestellt sind. Diese bildeten in den 1930er-Jahren die Elite des militärischen Skialpinismus von Italien, unter deren Namen die von Zeno Colò und Achille Compagnoni hervorstechen.

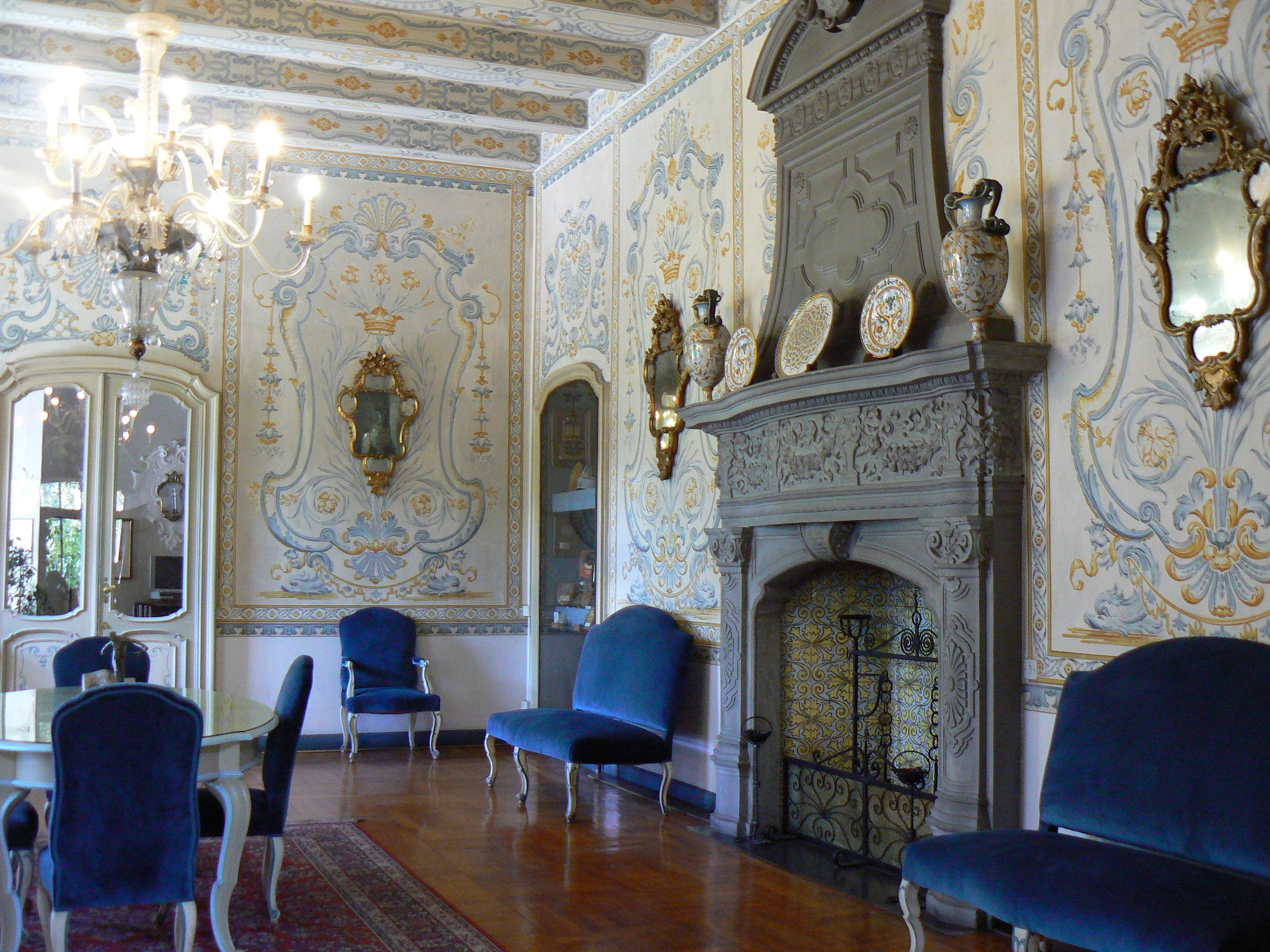
Salon im Erdgeschoss, der am Tag der Nationalen Einheit und der Streitkräfte für die Öffentlichkeit zugänglich war.

Bevor das Kommando der Alpini-Schule dort untergebracht wurde, gab es dort das Institut der alpinen Spezialformationen, wodurch sich die Nutzung des größten Teils der Räumlichkeiten änderte: Die Salons wurden für die Aufnahme der Dienstbüros angepasst und es wurden ein physiologisches Labor, eine Archivbibliothek für Landkarten, ein Kinoraum, das Museum für Materialien der Alpinskifahrer, eine Abteilung für Holzskulpturen und eine Turnhalle für Skigymnastik eingebaut.
Im Inneren der Burg waren bis 1943 zahlreiche wertvolle Räume erhalten, die vom Königreich Italien für 200.000 Lire zusammen mit der Burg erworben wurden. Die Plünderung nach dem Waffenstillstand bewirkte, dass die Burg ihrer wertvollsten Materialien beraubt wurde: Die wertvollen Möbel und die alten Bände der Bibliothek wurden gestohlen und 1945 nur zum Teil wiedergefunden. Die Bibliothek, die neben den Möbeln ein Gemälde auf Leinwand mit einem bukolischen Thema zeigt, das im Freien entstand, hat noch in den Schränken zahlreiche Bände der Militärgeschichte, des alpinen Lebens, der Alpinbotanik und der internationalen Geografie archiviert, während an den schwarzen Brettern Fotografien ausgestellt sind, die über die 100 Jahre lange Geschichte der Schule Auskunft geben.
Im Büro des Kommandeurs sind die baronalen Verzierungen noch perfekt erhalten, während der Versammlungssaal sorgfältig mit Holzskizzen der alpinistischen Technik eingerichtet ist, zeitgleich mit der „Kletterwand“ und für die Schüler zum Ausprobieren der verschiedenen Geländetypen „auf Tafeln“, die Teil der 50 vom Bildhauer Mario Stuffer restaurierten didaktischen Skizzen waren, konzipiert wurde.
Zahlreich sind die Statuen, die in der Burg gezeigt werden, vor allen Dingen dank der Museumssammlung, die der Holzschnitzerei gewidmet ist. Am Nordeingang begegnet uns eine Bronzebüste des Herzogs der Abruzzen, die vom Bildhauer Orlando Orlandini geschaffen wurde. Im Erdgeschoss finden sich in natürlicher Großartigkeit die Holzskulpturen von Jean-Antoine Carrel und Amilcar Crétier und die, die den skifahrenden Offizieren und dem Alpino vom Dienst gewidmet sind.

#### Illustre Besucher
Ab den 1930er-Jahren waren unter den illustren Besuchern der Schule: Benito Mussolini 1938, der japanische Kaiser Hirohito 1939, König Umberto II. und die Prinzessin Marie José von Belgien. Nach dem Zweiten Weltkrieg kamen ins Schloss Jocteau ganze vier Präsidenten der Republik Italien zu Besuch: Giovanni Leone, Giuseppe Saragat, Francesco Cossiga und Carlo Azeglio Ciampi. Auch Papst Johannes Paul II., Stammgast im Aostatal, besuchte die Burg.

### Die Kapelle

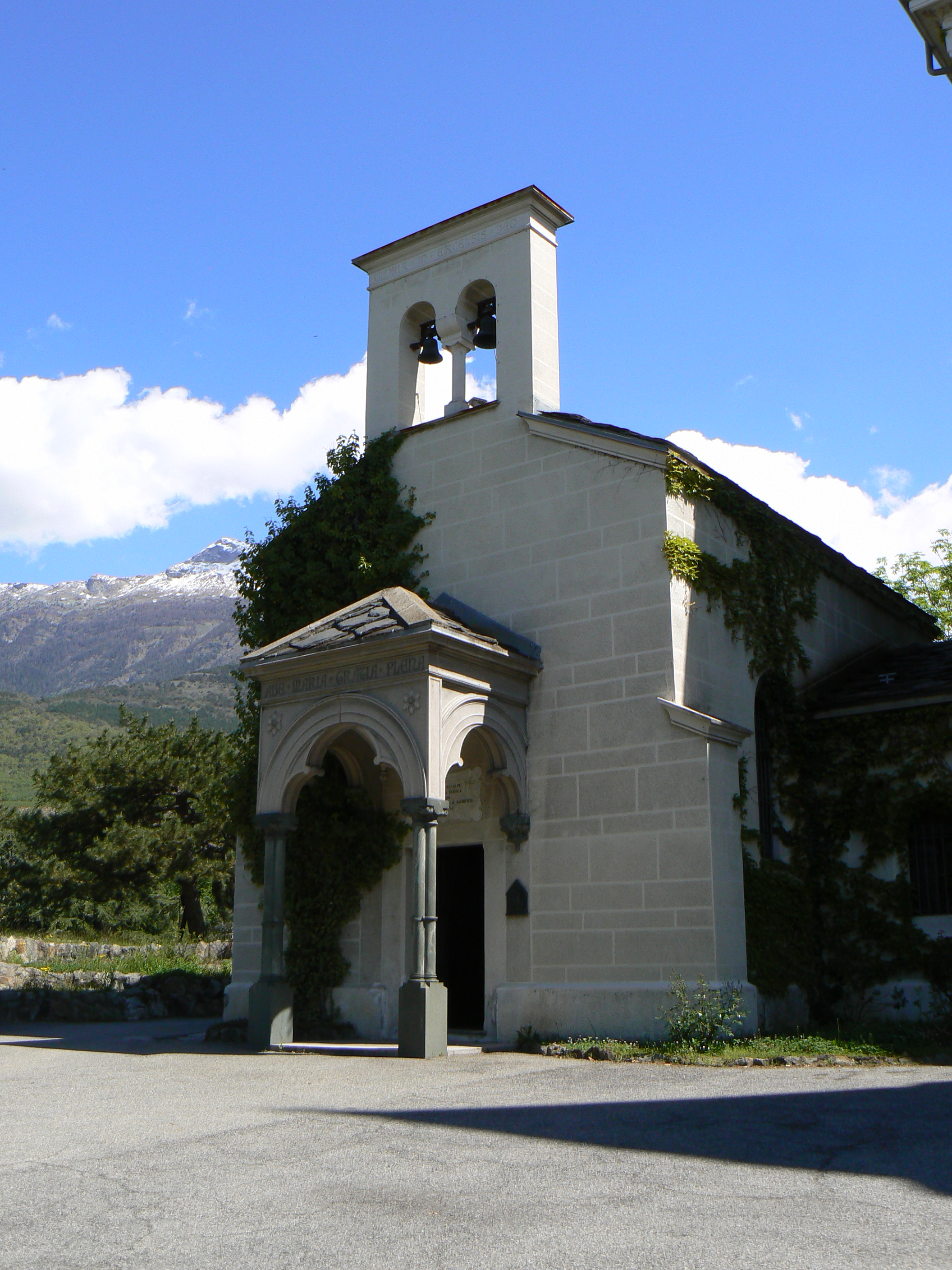
Die Kapelle

Die Kapelle ist der Madonna geweiht und mit einem künstlerisch wertvollen Kreuz geschmückt, das Papst Johannes Paul II. gestiftet hat. In ihrem Inneren kann man etliche Holzmöbel sehen: Die Bänke, die Balustrade und der Altar sind aus Holz. Über dem Altar hängt ein Gemälde mit Holzrahmen, auf dem die Madonna und zwei Engel abgebildet sind. In der kleinen Kapelle sind Votivfotos gefallener Soldaten aufbewahrt, denen Johannes Paul II. bei seinem Besuch ein Gebet widmete. Der Chor hat einen Boden aus Traubeneichenholz, während der Rest der Kirche einen Steinboden hat.

### Der Park
Die Burg ist von einem großen Park umgeben, den Giuseppe Roda, ein Architekt aus Turin und bekannter Gartenarchitekt, entwarf. Der Park, über dem eine Fahnenmast mit der italienischen Trikolore steht, besteht aus einem Waldgebiet mit Tannen, Lärchen, Buchen, Rosskastanien, Zedern, Birken, Linden und Ahornen, sowie einem felsigen Gebiet.

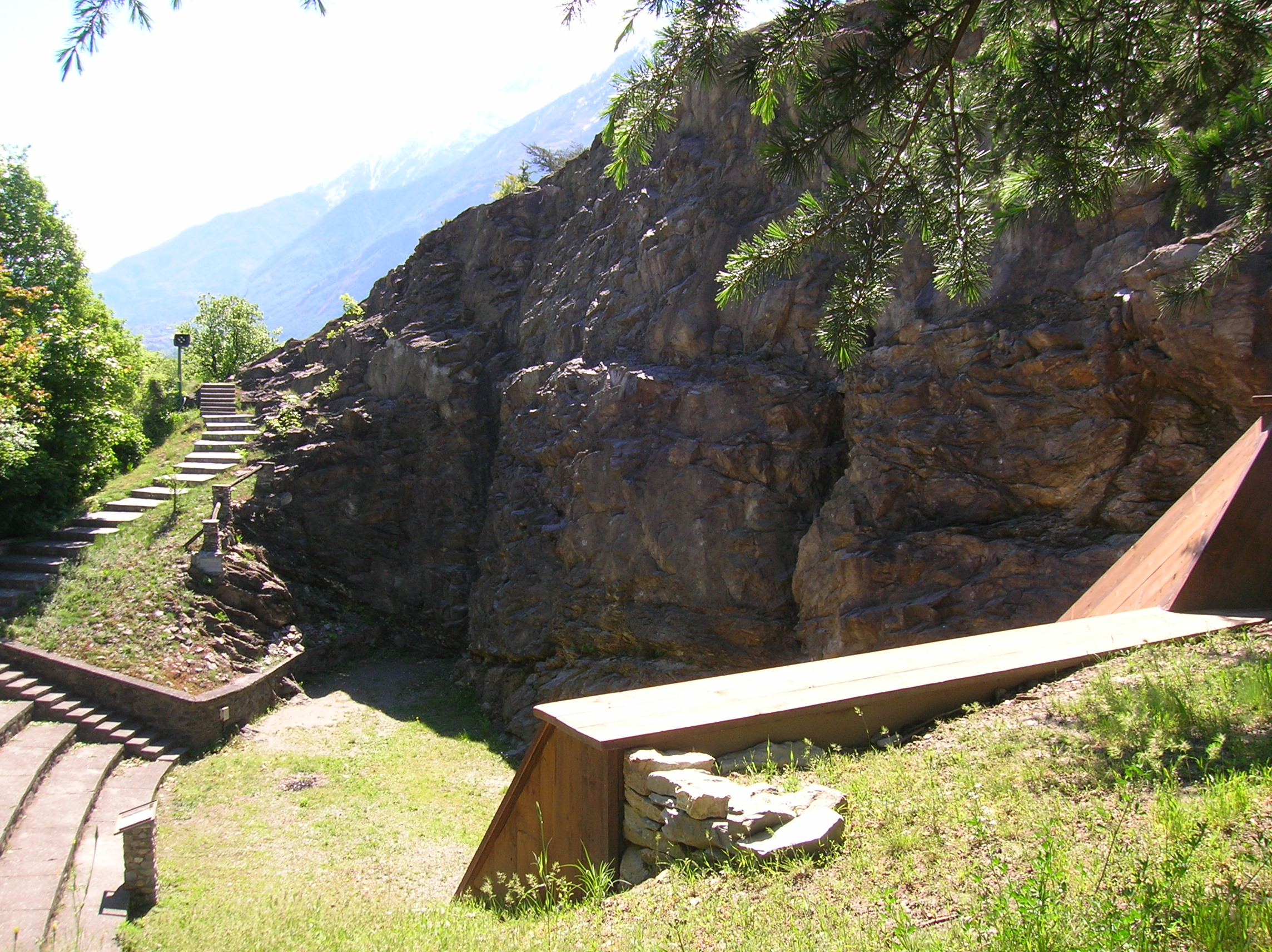
Die Kletterwand

Der Park, der von den Bewohnern der Burg zwischen 1943 und 1945 beschädigt wurde, wurde von den Männern des Colonnello Boffa gereinigt und wieder in Ordnung gebracht. Dieser Park, der vor allen Dingen wegen der langen Reihe von Baumessenzen besucht wird, ist ein echter botanischer Garten, um den sich regelmäßig der Regionalassessor für Landwirtschaft und Forsten kümmert. Es gibt dort zahlreiche Pflanzen seltener Arten.

### Der Klettergarten
Im Park gibt es einen Klettergarten, der für seine Zeit avantgardistisch war und früher für die Perfektion alpinistischer Techniken genutzt wurde. Er stammt aus den ersten Jahren des 20. Jahrhunderts: Bei der Gründung der Schule wollte der General und Alpinist Giuseppe Inaudi oberhalb der Burg einen Klettergarten für Übungen schaffen; zu diesem Zweck begann mit Hilfe des Kletterlehrers und Sergeanten der Schule, Emilio Comici, den kartografischen Versicherungen und den von Toni Ortelli gefertigten Zeichnungen der Bau der Kletterwand Giuseppe Inaudi modellierte den Granitrücken mit Sprengminen und Spitzhacken. Die Kletterwand war zur Präsentation aller Arten von Kletterrouten projektiert, ob es sich nun Grate, Kamine, Überhänge, Quergänge, Risse oder umgekehrte Griffe handelte, sowie für alle Schwierigkeitsgrade. Dank einiger technischer Spezialisten wurde auch eine Wand zum Eisklettern realisiert.

## Geschichte

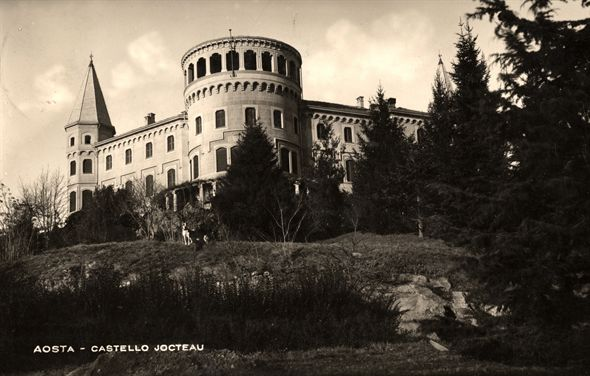
Die Burg auf einer Postkarte aus den 1930er-Jahren

Die Gräfin Candide Jocteau Bombrini, Gattin von Charles-Albert Jocteau, ließ die Burg 1907 erbauen; sie blieb fast 30 Jahre lang in den Händen der Adligen. Die Jocteaus waren eine alte savoyische Familie, die aus Grenoble stammte und dem Königreich Italien ab dem Risorgimento diente.
In den 1930er-Jahren bestand die Notwendigkeit, das Wissen über die alpinen Ausrüstungstechniken zu erweitern und vor allen Dingen, die Kader der Gebirgstruppen in geeigneter Art und Weise auf das alpine Skifahren vorzubereiten. Zu diesem Zweck wurde am 9. Januar 1934 die Scuola Centrale Militare di Alpinismo (SCMA; dt.: Zentrale Militärschule für Alpinismus) eingeweiht, deren Gründung auch von Papst Pius XI., dem „Papa alpinista“, mit Wohlwollen begrüßt wurde. Bei dieser Gelegenheit schloss das Königreich Italien den Kauf des Schlosses Jocteau für 1 Mio. Lire ab – damals eine beachtenswerte Geldsumme; es wurde als geeigneter und repräsentativer Sitz für sein Kommando betrachtet, das bis dahin in provisorischen Räumen in Aosta untergebracht war.
1936 wurde die Schule sofort zu Ehren von Luigi Amadeo di Savoia-Aosta, der am 18. März 1933 in Somalia im Dorf „Duca degli Abruzzi“ verstorben war, in „Duca degli Abruzzi“ umbenannt, also genauso wie das Bataillon, das an dieser Schule stationiert war. Auch die Burg wurde konsequenterweise und mit einer Inschrift in Stahlbuchstaben auf dem massiven, zylindrischen Turm mit demselben Namen benannt.
Die Ski- und Alpinismusschule war so exzellent, dass sie die besten italienischen Alpinisten und Skifahrer der damaligen Zeit auf die Burg brachte. 1938 erhielt sie die Erlaubnis, das heraldische Wappen zu führen, dass das Motto „Ardisci e credi“ (dt.: Sei mutig und glaube) beinhaltete. In der Zeit zwischen 1942 und dem 9. September 1943 wurde die Schule wegen ihres guten Rufes auch zur Schulung von Abteilungen angesprochen, die über ihre normalen Funktionen hinausgingen: Man bildete dort ausnahmsweise „die Abteilungen [aus], die für den Angriff auf Malta bestimmt sind, der niemals stattfinden wird“; sie erlebten dort „die Verfolgung mit Schneefahrzeugen, die niemals benutzt werden“ und „schließlich die bizarrste Anweisung: Hunde trainieren, als Träger zu dienen“.
Nach dem Waffenstillstand von Cassibile wurde die Burg geplündert: Nicht nur wertvolle Möbel wurden gestohlen, sondern auch die fortschrittlichsten Sportgeräte und die wertvollsten Bücher aus der Bibliothek, während die Fahne des Instituts gerettet wurde. Bis 1945 wurde das Gebäude in ein Lager und Militärgefängnis umgewandelt. Mit dem Kriegsende beherbergte die Burg ab dem 25. April 1945 auf Initiative des Colonnello Boffa die Alpinabteilung des nationalen Befreiungskorps, die es geschafft hatte, einen Teil des geplünderten Materials wiederzubeschaffen und den Park wiederherzustellen; zu Ehren von Antonio Cantore heißt die Burg seither „Castello Generale Cantore“ (auch frz. Château général Cantore). Die Schule wurde am 1. Juli 1948 als „Scuola Militare Alpina“ (SMALP) wiedergegründet und nahm ihren Betrieb am 22. August 1948 auf, womit sie den Ruf, den sie schon vor dem Krieg erworben hatte, stärkte und mit ihren Kursen Alpinisten aus aller Welt und aus allen sozialen Schichten anlockte.
1998 wurde die Alpine Militärschule (it. „Scuola Militare Alpina“, frz. „École militaire alpine“) in Aosta der Kontrolle des „Comando Truppe Alpine“ (Gebirgstruppenkommando) in Bozen unterstellt und wurde in Ausbildungszentrum Gebirgstruppen (it. „Centro Addestramento Alpino“, frz. „Centre alpin de formation“) umbenannt.
Die Burg ist nur zu seltenen Gelegenheiten öffentlich zugänglich, z. B. öffnet das Schloss Jocteau seit einigen Jahren am 4. Mai die Türen seines Erdgeschosses zur Jahresfeier des italienischen Heeres im Rahmen der nationalen Initiative der für die Öffentlichkeit offenen Kasernen.

### Weitere Sitze der Alpinen Militärschule
Außer im Schloss Jocteau hatte die damalige Alpine Militärschule noch weitere Sitze: Die Stabs- und Versorgungskompanie in der Bich-Kaserne, das Offizieranwärterbataillon  in der Cesare-Battisti-Kaserne, der Sportförderzug in der Perenni-Kaserne in Courmayeur, der Aufklärungszug in der Mont-Blanc-Kaserne in La Thuile, die Hubschrauberstaffel der Schule am Heliport von Pollein. Diese Anlagen dienen dem heutigen Ausbildungszentrum weiterhin, bei den dort stationierten Einheiten gab es zwischenzeitlich zum Teil Veränderungen.

### Die Burg als Baudenkmal
1983 leitete die Autonome Region Aostatal mit dem regionalen Gesetz 56 vom 10. Juni 1983 eine Reihe von Untersuchungen über die Kulturgüter auf ihrem Gebiet ein. Daher wurde die Regionalkommission für Kultur- und Umweltgüter geschaffen, die von der Regionalregierung konsultiert werden musste und muss, um in jeder Gemeinde „die Liste derjenigen Bereiche [zu genehmigen], die auf Basis von Katasterplänen 1:500 und 1:5000 als «Gebiete von archäologischem Interesse» und «Gebiete von landschaftlichem Interesse» ausgewiesen wurden, und die Liste der «Baudenkmäler» auf Basis von Katasterplänen. Die Aktualisierungen dieser Listen werden in derselben Art und Weise vorgenommen. Die Denkmäler auf den Listen unterliegen dem Schutz durch das Staatsgesetz Nr. 1089 vom 1. Juni 1939.“
Es wurde 2009 vorgeschlagen, dass das Schloss Jocteau als Baudenkmal und als von historischem und architektonischem Interesse zu den Gebäuden gehören solle, die an das regionales Gesetz 56/1983 in der Variante auf dem Masterplan gebunden sein solle, wobei auf die Vollständigkeit der Struktur sowie die Bedeutung der Kapelle und des Parks hingewiesen wurde.

## Das Museum

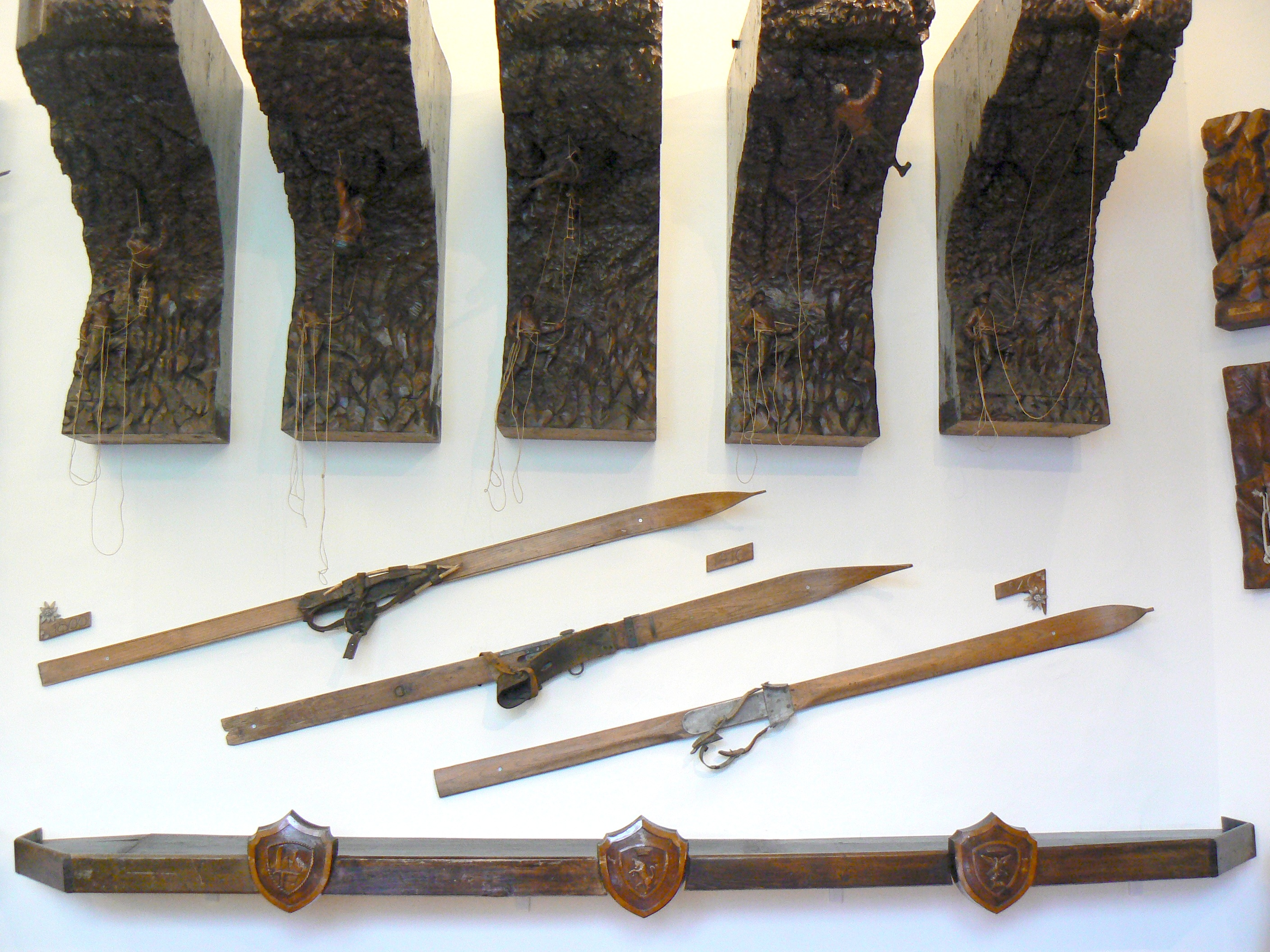
Alte Artefakte, die verschiedene Techniken des Bergsteigens und Skifahrens zeigen

In dem kleinen Museum alpinistischer Materialien sind Gegenstände des alpinen Skilaufs von gestern erhalten, unter denen die wertvollen Funde aus dem 19. Jahrhundert hervorstechen, die dank der Zusammenarbeit der zivilen und militärischen Einheiten gesammelt wurden. Es gibt dort schwere Eschenholzskier mit gebogenen Spitzen, die bahnbrechenden steigeisenbewehrten Stiefel der ersten Bergführer von Cervino und die Alpenstöcke des Gebirgskrieges am Adamello, die von den Militärs „Pistocchi“ genannt wurden. Darüber hinaus sind dort Geräte der Avantgarde des alpinen Skilaufs erhalten. Ein Teil der musealen Sammlungen ist den Holzstatuen von Persönlichkeiten des Alpinismus gewidmet.

## Sonstiges
Der Burg und der Schule ist das Lied „Il castello degli Alpini“ gewidmet, dessen Text von Margherita Barsimi geschrieben wurde und dessen Melodie von Carlo Benvenuto komponiert wurde.